# Heinrich von Keyserlingk
Heinrich Graf von Keyserlingk (* 7. November 1861 in Berlin; † 13. Januar 1941 in Neustadt) war ein deutscher Rittergutsbesitzer, Verwaltungs- und Hofbeamter und Parlamentarier.

## Familie
Heinrich von Keyserlingk war der Sohn des Majoratsherrn, Schlosshauptmanns von Königsberg und Zeremonienmeisters Otto Graf von Keyserlingk und der Elisabeth geb. von Alvensleben, wiedervermählte Gräfin zu Eulenburg. Sein Stiefvater war der preußische Ministerpräsident und Innenminister Botho zu Eulenburg. Er selbst war verheiratet mit Cecile von Below. Sein Schwager war der Rittergutsbesitzer und Parlamentarier Wernher von Quistorp.

## Leben
Von Keyserlingk besuchte das Gymnasium in Naumburg (Saale), Hannover und Berlin. An der Rheinischen Friedrich-Wilhelms-Universität Bonn und der Friedrich-Wilhelms-Universität Berlin studierte er Rechtswissenschaften sowie praktische Landwirtschafts- und Forstwirtschaftslehre. 1879 wurde er Mitglied des Corps Borussia Bonn.
Nach dem Referendarexamen wurde von Keyserlingk 1904 in Erbfolge Fideikommissherr auf Neustadt in Westpreußen und Verwaltungsbeamter. Von 1893 bis 1907 war er Landrat des Kreises Neustadt in Westpreußen. Anschließend wurde er Oberpräsidialrat und Generallandschaftsdirektor von Westpreußen.
Von Keyserlingk war Abgeordneter zum Westpreußischen Provinziallandtag und von 1904 bis 1918 Mitglied des Preußischen Herrenhauses. Er war Königlicher Kammerherr.
Erbe auf Neustadt wurde sein gleichnamiger Sohn der Referendar Heinrich von Keyserlingk (1896–1945), verheiratet mit Paula von Below. Das Paar hatte zwei Söhne, die später in Hessen und Niedersachsen lebten.